# Margaritifera
Margaritifera is een geslacht van tweekleppigen uit de familie van de Margaritiferidae.

## Soorten
- Margaritifera laosensis (Lea, 1863)
- Margaritifera margaritifera (Linnaeus, 1758)